# Greenhorn (Oregon)
Greenhorn is een plaats (city) in de Amerikaanse staat Oregon, en valt bestuurlijk gezien onder Baker County en Grant County.

## Demografie
Bij de volkstelling in 2000 werd het aantal inwoners vastgesteld op 0.

## Geografie
Volgens het United States Census Bureau beslaat de plaats een oppervlakte van 0,3 km², geheel bestaande uit land. Greenhorn ligt op ongeveer 1921 m boven zeeniveau.

## Plaatsen in de nabije omgeving
De onderstaande figuur toont nabijgelegen plaatsen in een straal van 40 km rond Greenhorn.